# Cantonul Hérimoncourt
Cantonul Hérimoncourt este un canton din arondismentul Montbéliard, departamentul Doubs, regiunea Franche-Comté, Franța.

## Comune
- Abbévillers
- Autechaux-Roide
- Blamont
- Bondeval
- Dannemarie
- Écurcey
- Glay
- Hérimoncourt (reședință)
- Meslières
- Pierrefontaine-lès-Blamont
- Roches-lès-Blamont
- Seloncourt
- Thulay
- Vandoncourt
- Villars-lès-Blamont